# چیپی رنجیت
چیپی رنجیت (به انگلیسی: Chippy Renjith) بازیگر هندی است.
از کارهای معروف او می‌توان به بازی در فیلم‌های فرزند ارشد و هیتلر اشاره کرد.